# Уильямс, Льюис (боксёр)
Льюис Роберт Уильямс (англ. Lewis Robert Williams; род. 24 декабря 1998, Ройал-Лемингтон-Спа, Уорикшир, Англия, Великобритания) — английский боксёр-профессионал, выступающий в тяжёлой весовой категории. 
Бронзовый призёр чемпионата Европы (2022), чемпион Игр Содружества (2022), чемпион Англии (2018), серебряный призёр чемпионата Европы среди молодёжи U-22 (2019), многократный победитель и призёр международных и национальных турниров в любителях.
Лучшая позиция по рейтингу BoxRec — 304-я (май 2025) и является 29-м среди британских боксёров тяжелой весовой категории.

## Биография
Льюис Уильямс родился 24 декабря 1998 года в Ройал-Лемингтон-Спа, в Уорикшире, в Англии.
И сейчас он всё также проживает в том же Ройал-Лемингтон-Спа, в Уорикшире, в Англии, в Великобритании.

## Любительская карьера
В ноябре 2016 года в Санкт-Петербурге (Россия) участвовал в чемпионате мира среди молодёжи в весе до 91 кг, в четвертьфинале по очкам (1:4) проиграв узбекскому боксёру Шохрузу Рахимову, — который в итоге стал бронзовым призёром молодёжного чемпионата мира 2016 года.
В апреле 2018 года он стал чемпионом Англии в категории до 91 кг на взрослом чемпионате ABA, в финале по очкам победив соотечественника Натти Нгвенгья.
В марте 2019 года во Владикавказе (Россия) стал серебряным призёром на чемпионате Европы среди молодёжи (19—22 лет) в категории до 91 кг, в финале проиграв россиянину Владиславу Иванову.
В конце октября 2021 года в Белграде (Сербия), участвовал в чемпионате мира в категории до 92 кг. Где он в 1/16 финала по очкам (5:0) победил албанца Индрита Лачи, в 1/8 финала в очень конкурентном бою по очкам (3:2) победил украинца Роберта Мартона, но в четвертьфинале по очкам (0:5) проиграл опытному узбекскому боксёру Мадияру Сайдрахимову, — который в итоге стал бронзовым призёром чемпионата мира 2021 года.
В мае 2022 года стал бронзовым призёром чемпионата Европы в Ереване (Армения), в весе до 92 кг. Где он в 1/8 финала соревнований по очкам победил польского боксёра Матеуша Березницкого, затем в четвертьфинале по очкам (4:0) победил россиянина выступающего за Сербию Садама Магомедова, но в полуфинале по очкам (0:5) проиграл опытному итальянцу Азизу Аббесу Мухийдину, — который в итоге стал чемпионом Европы 2022 года.
В начале августа 2022 года стал чемпионом Игр Содружества в Бирмингеме (Великобритания), где он в четвертьфинале досрочно техническим нокаутом в 1-м раунде победил боксёра из Папуа — Новая Гвинея Артура Рэя Лавалу, затем в полуфинале по очкам единогласным решением судей победил австралийца Эдгардо Куми, и в финале также по очкам единогласным решением судей победил опытного самоанского боксёра Ато Плодзицкий-Фаогали.

## Профессиональная карьера
2 ноября 2024 года у Льюиса состоялся дебютный бой на профессиональном ринге, в котором победил техническим нокаутом во 2 раунде. Поединок прошел в вечере Фрэнка Уоррена в Бирмингеме (Англия)
Второй бой провел 8 февраля 2025 года в Манчестере в андеркарде боя Чисора - Валлин победив малоизвестного соотечественника Кристиана Уваку. Счёт по итогам 4-х раундов: 40—36.
10 мая 2025 года в Ноттингеме (Англия) в андеркарде боя победил по очкам белоруса Виктора Чваркова (5-23). Счет по итогу 6-и раундов стоставил: 60—54.